# Bartolomea Acciaiuoli

Herb rodziny Acciaiuoli

Bartolomea Acciaiuoli – władczyni Koryntu 1394-1397. 

## Życiorys
Była córką Nerio I Acciaiuoli. Była od 1384/1385 żoną Teodora I Paleologa, despotesa Morei. Dostała w spadku po ojcu 10 tysięcy dukatów, jednak bez prawa do spadku do księstwa Aten. 
Po śmierci swego teścia Neria I Acciaiuoli w 1394 roku Teodor I Paleolog, podjął próbę podważenia testamentu. Doprowadziło to do walk wezwania na pomoc Turków, co z kolei spowodowało włączenie się do wojny Wenecjan, zaniepokojonych możliwością usadowienia się w Attyce sił tureckich. Wenecjanie opanowali Ateny i stawili skuteczny opór atakom tureckim. Ostatecznie władzę w Księstwie Ateńskim przejął władający Tebami syn Neria I, Antoni. 